# Toxostoma bendirei
Toxostoma bendirei là một loài chim trong họ Mimidae.